# 井坂亮平
井坂 亮平（いさか りょうへい、1984年10月19日 - ）は、茨城県取手市出身の元プロ野球選手（投手）。右投右打。

## 経歴

### プロ入り前
取手東中学校(現取手第一中学校)を経て、藤代高校に入学。2年生の2001年、春のセンバツに出場し、初戦の四日市工業高校戦で完封勝利、3回戦で敗退した。
東都の中央大学では、大学2年次に右肘を故障、3年次に右肘を手術した。3年秋は入替戦で敗れ、4年次は2部。東都1部リーグで4試合に登板し1勝0敗。2部リーグで17試合に登板し2勝2敗。中澤雅人は大学の同期であり当時のエース。また、後に楽天で同僚となる美馬学は高校・大学の後輩である。
大学卒業後は、社会人野球の住友金属に入社。野球部では1年目から活躍。第78回都市対抗野球出場に貢献したが、この際に肘を故障。2007年8月に右肘の靱帯を手術。
2008年、チームは第79回都市対抗野球への出場は逃したものの、藤澤英雄らと共に富士重工業の補強選手として名前が挙がった。しかし、投手コーチの阿波野秀幸に肘の状況を心配され辞退。社会人野球日本選手権大会に出場し、故障明けながら最速148km/hを記録。
2008年のNPBドラフト会議で、東北楽天ゴールデンイーグルスから3巡目で指名。契約金6000万円、年俸1200万円（金額は推定）という条件で入団した。入団当初の背番号は13。

### プロ入り後
2009年
春季キャンプを一軍で過ごしたがフォームが固まらず、開幕は二軍スタート。イースタン・リーグでは、開幕から防御率8点台で0勝3敗と振るわなかった。しかし一軍の先発要員が不足したため、5月5日の埼玉西武ライオンズ戦（西武ドーム）で先発投手として一軍デビュー。6回3失点と好投し勝利を挙げる。NPBの一軍公式戦において、楽天の投手が1つの試合で初登板・初先発・初勝利を同時に記録した事例は初めてであった。肺気胸が判明した8月以降は一軍から遠ざかったがシーズン2勝をマーク。同期入団の藤原紘通と共に、即戦力投手としてチームの好成績に貢献した。
2010年 - 2011年
先発ローテーションに完全定着とはならなかったものの、2010年6月24日の西武戦で9回2失点でプロ初完投、2011年10月5日の日本ハム戦ではダルビッシュ有に投げ勝つなど、2年で5勝をマーク。2011年のシーズン終了後には、片山博視と共にオーストラリアのウインターリーグ（ABL）に派遣された。
2012年
春先から左脚に違和感を覚えた影響で、一軍公式戦への登板機会はなく、イースタン・リーグの公式戦でも防御率5点台と不振。後に左脚が上がらなくなるなどほど症状が悪化したため、4ヶ所の病院で診断を受けたところ、シーズン終盤の10月に黄色靱帯骨化症（厚生労働省が指定する難病の一種）であることが判明。シーズン終了後の11月4日には、支配下選手登録を外れて、育成契約を結ぶことが発表された。背番号は103。なお、12月には、骨化した靱帯を取り除く手術を受けている。
2013年
前述した手術のリハビリに専念していたが、右肘痛を発症したため、6月に右肘から骨棘を取り除く手術を受けた。二軍のイースタン・リーグ最終戦であった9月21日の対横浜DeNAベイスターズ戦で実戦復帰。育成選手に関するNPBの規約によって、10月31日付でNPBから自由契約選手として公示されたが、11月12日に育成選手契約を改めて締結した。
2014年
イースタン・リーグ公式戦19試合に登板したが、支配下選手登録や一軍公式戦への復帰には至らず、10月3日に球団から戦力外通告を受けた。10月31日、自由契約公示された。12月2日に、Twitter上の公式アカウントを通じて現役引退を表明。

### 現役引退後
2015年には、知人の紹介で、不動産会社に1年間勤務した。藤代高校時代の監督だった持丸修一の紹介で、2016年からシダックスに入社。入社後は、グループ会社のシダックスフードサービスで、東京都内担当の営業推進部員を務めている。

## 選手としての特徴
186センチの長身から投げる平均球速約139km/h、最速153km/hのストレートとスライダー、カットボールを中心に、フォーク・カーブを駆使した投球術が持ち味。新人合同自主トレのときにブルペンで投球した際には、投手コーチの杉山賢人に「球の質は岩隈以上」と絶賛された。2011年には監督の星野仙一から直々にツーシームを教わり投球の幅が広がった。

## 人物
2008年4月、中学の同級生の女性と結婚。楽天入団時点で既に結婚していたため、チームの合宿所には入っていない。2009年9月18日に第1子（長女）が誕生した。

## 詳細情報

### 年度別投手成績
| 年 度     | 球 団     | 登 板 | 先 発 | 完 投 | 完 封 | 無 四 球 | 勝 利 | 敗 戦 | セ 丨 ブ | ホ 丨 ル ド | 勝 率 | 打 者 | 投 球 回 | 被 安 打 | 被 本 塁 打 | 与 四 球 | 敬 遠 | 与 死 球 | 奪 三 振 | 暴 投 | ボ 丨 ク | 失 点 | 自 責 点 | 防 御 率 | W H I P |
| --------- | --------- | ----- | ----- | ----- | ----- | -------- | ----- | ----- | -------- | ----------- | ----- | ----- | -------- | -------- | ----------- | -------- | ----- | -------- | -------- | ----- | -------- | ----- | -------- | -------- | ------- |
| 2009      | 楽天      | 15    | 7     | 0     | 0     | 0        | 2     | 3     | 0        | 1           | .400  | 246   | 54.0     | 67       | 6           | 21       | 1     | 0        | 23       | 1     | 0        | 36    | 34       | 5.67     | 1.63    |
| 2010      | 楽天      | 7     | 7     | 1     | 0     | 0        | 2     | 4     | 0        | 0           | .333  | 164   | 35.1     | 50       | 5           | 12       | 0     | 2        | 17       | 0     | 0        | 24    | 20       | 5.09     | 1.76    |
| 2011      | 楽天      | 15    | 12    | 0     | 0     | 0        | 3     | 5     | 0        | 0           | .375  | 297   | 66.2     | 80       | 5           | 16       | 0     | 6        | 25       | 0     | 1        | 35    | 32       | 4.32     | 1.44    |
| 通算：3年 | 通算：3年 | 37    | 26    | 1     | 0     | 0        | 7     | 12    | 0        | 1           | .368  | 707   | 156.0    | 197      | 16          | 49       | 1     | 8        | 65       | 1     | 1        | 95    | 86       | 4.96     | 1.58    |

### 記録
NPB
- 初登板・初先発登板・初勝利・初先発勝利：2009年5月5日、対埼玉西武ライオンズ5回戦（西武ドーム）、6回3失点
- 初奪三振：同上、1回裏に中島裕之から見逃し三振
- 初ホールド：2009年5月25日、対横浜ベイスターズ2回戦（横浜スタジアム）、6回裏無死に3番手で救援登板、2回無失点
- 初完投・初完投勝利：2010年6月24日、対埼玉西武ライオンズ11回戦（クリネックススタジアム宮城）、9回2失点

### 背番号
- 13（2009年 - 2012年）
- 103（2013年 - 2014年）

### 登場曲
- 「LIFE」 キマグレン（2009年 - 2010年）
- 「新恋愛」 ET-KING（2011年 - 2014年）